# Etiqueta de vi

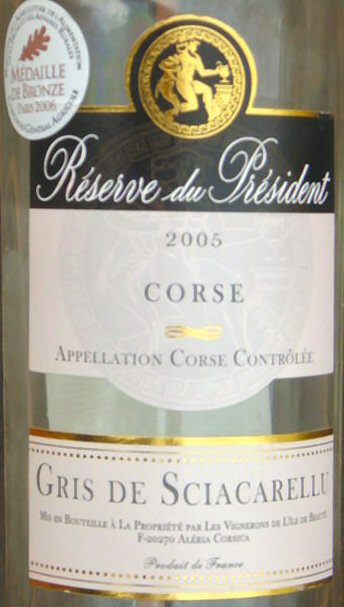
Vi AOC Corse amb una etiqueta de sota i una medalla.

L'etiqueta de vi és l'ornament de paper enganxat a l'ampolla de vi i on es dona la informació pel consumidor. Les indicacions poden arribar a ser complexes i a molts països estan estrictament reglamentades. A més, pel seu disseny i varietat és un objecte de col·leccionisme.
L'etiqueta principal sol ser quadrada, no inferior a 10 cm² i pot estar acompanyada d'altres etiquetes menors:
- l'etiqueta de sota, és una etiqueta menuda i estreta situada just sota l'etiqueta principal;
- la contraetiqueta, és una etiqueta situada a la part oposada de l'etiqueta principal on hi sol haver informació addicional, com ara el procés de cupatge, la nota de tast o l'aval del consell regulador de la denominació d'origen;
- la càpsula, és el revestiment de full d'estany que cobreix la boca i el tap de l'ampolla per protegir el vorell i com a ornament;
- el collarí, és una faixa de paper que recobreix la part inferior de la càpsula, en forma d'anella, i que sol portar imprès el nom de la casa elaboradora;
- el segell, és una etiqueta menuda col·locada al pit de l'ampolla de xampany per indicar el tipus de xampany o cava;
- l'etiqueta de ferro, és un ornament metàl·lic en forma de medalla que es penja de l'ampolla mitjançant un collar.

## Regulació a la Unió Europea
A la Unió Europea la informació que obligatòriament ha de constar a l'etiqueta de les ampolles de vi classificades com vi de la terra o VQPRD és:
- la categoria del vi (vi de la terra, Denominació d'Origen, ...);
- el volum nominal del producte (p. ex. 750 ml);
- el nom i l'adreça de l'embotellador, responsable legal davant del consumidor;
- el grau alcohòlic volumètric total (% vol.) amb un marge de desviació màxim del 0,5%;
- el país d'origen, en cas d'exportació o d'importació.

Les indicacions facultatives són:
- el nom d'altres empreses, diferents de l'embotellador, que hagin intervingut en la comercialització;
- el tipus de producte de forma més específica (vi dolç natural, brut...);
- el color particular (negre, rosat, ...);
- l'anyada,
- les varietats de raïm,
- distincions i medalles atorgades en concursos autoritzats,
- mètode d'elaboració,
- menció tradicional complementària,
- indicació d'embotellatge (en l'explotació vinícola...)

## Etiqueta de vi espanyol

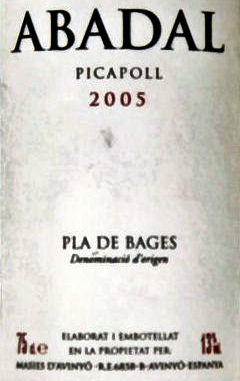
Un picapoll del Pla de Bages etiquetat en català

A l'etiqueta principal consta la categoria del vi:
- Vi de taula. No porta cap menció a l'origen geogràfic ni a l'anyada.
- Vi de la terra, seguit del nom d'una regió.
- Denominació d'Origen. Està coordinat per l'Institut Nacional de Denominacions d'Origen (INDO) i la gestió està transferida a les Comunitats Autònomes.
- Denominació d'Origen Qualificada, està reservada als vins que responen a uns criteris molt precisos de qualitat i regularitat.
- Vino de Pago, similar al vi de finca o vi de terrer, designa un vi cultivat i produït en un terrer determinat, pertanyent o no a una denominació però amb una qualitat contrastada.
- Vi de finca, o vi de terrer, qualificat: designa un vi d'un terrer que està totalment inclòs en una Denominació d'Origen Qualificada.

Les mencions d'envelliment són regulades de forma precisa, encara que la durada pot variar d'una denominació a una altra:
- Vi novell o jove, o sense criança, és un vi embotellat just després de la clarificació. Si no hi ha cap menció d'envelliment s'entén que és un vi jove.
- Vi de criança. Es comercialitza després d'un envelliment de dos anys, amb un mínim de sis mesos en bótes de roure. Pels blancs i rosats de criança el temps és de divuit mesos.
- Vi de reserva. Els vins negres de reserva han envellit tres anys, amb un mínim d'un en bóta. Pels blancs i rosats el temps és de dos anys, amb sis mesos en bóta.
- Vi de gran reserva. Són els vins d'anyades particularment bones. L'envelliment és de cinc anys amb divuit mesos en bóta. Els blancs i rosats són escassos.

La contraetiqueta porta el segell oficial del Consell Regulador de la Denominació d'Origen, un número d'ordre que permet identificar l'origen de la botella i, sovint, un mapa de la zona o terrer d'origen. També és habitual afegir-hi una nota de tast (test qualitatiu) i un suggeriment de servei o de maridatge.

## Etiqueta de vi francès

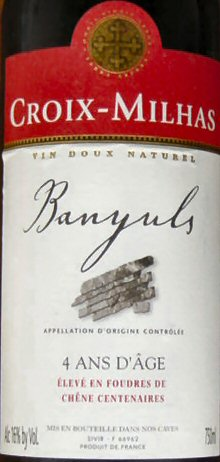
Un vi dolç natural de Banyuls

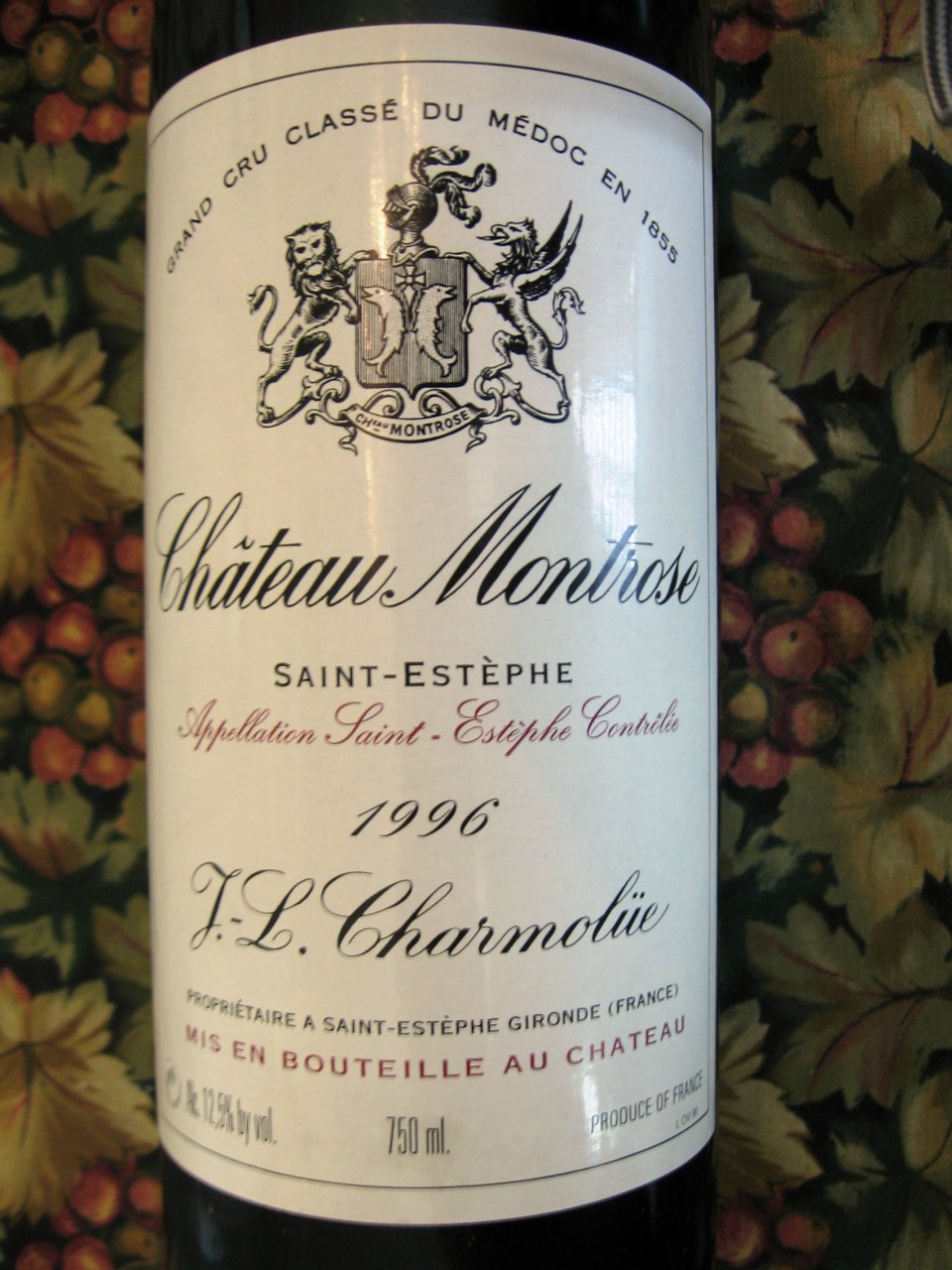
Grand Cru classé (2e Cru classé) d'un bordeus de l'AOC Saint-Estèphe

A França les etiquetes estan detalladament reglamentades i controlades per la Direction général de la Concurrence, de la Consommation et de la Répression des fraudes. Les mencions obligatòries són:
- Categoria: Vin de Table, Vin de Pays, Appellation d'Origine Vin Délimité de Qualité Supérieure (AOVDQS), Appellation d'Origine Contrôlée (AOC). En el cas de vins de taula només consta el nom del país. Els vins de la terra van seguits del nom de la zona geogràfica (p. ex. Vin de pays des Côtes Catalanes). Les denominacions d'origen es poden expressar de dues formes, per exemple, Appellation d'Origene Contrôlée Banyuls o Appellation Banyuls Contrôlée.
- Nom i adreça de l'embotellador. Si ha estat embotellat a la mateixa explotació vinícola pot portar la indicació «mise en bouteille à la propiété/domaine/château...» Si diu «mise en bouteille dans nos chais» o «par nos soins» és un vi de negoci d'un sol productor amb raïm que prové de diferents propietats.
- El contingut. Normalment és de 75 cl, però també es pot trobar mitja botella de 37,5 cl, un màgnum d'1,5 l o un clavelin de 62 l al Jura. A la regió de Bordeus es troben també: marie-jeanne de 2,5 l, doble màgnum de 3 l, jéroboam de 4,5 i imperial de 6 l. A la regió de la Xampanya es pot trobar: un quart de 20 cl, jéroboam de 3 l, réhoboam de 4,5 l, mathusalem de 6 l, salmanazar de 9 l, balthazar de 12 l i nabuchodonosor de 15 l.
- El grau alcohòlic volumètric.
- El nom del país: "Produit de France" o "Produce of France"

Mencions facultatives són:
- L'anyada (millésime)
- El nom de marca. El termes «château», «clos», «abbaye», «domaine» i «mas» són reservats pels vins AOC i han de correspondre a una realitat verificable en el cadastre, excepte en el cas de château (castell) que s'ha convertit en un nom tradicional a la regió de Bordeus on inicialment els millors terrers envoltaven un castell.
- La classificació. Els diferents termes «Cru» són mencions tradicionals jeràrquiques reservades a un nombre limitat de vins i definides per la legislació. Diferents classificacions són:
  - A Bordeus, en general: Premier Cru, Deuxième Cru, Troisième Cru, Quatrième Cru i Cinquième Cru.
  - Pels bordeus del Médoc: Premier Cru classé a Cinquième Cru classé més Cru bourgeois, Cru bourgeois supérieur i Cru bourgeois exceptionnel.
  - Pels bordeus de Pessac-Léognan: Premier Grand Cru i Cru classé.
  - Pels bordeus de Sauternes: Premier Cru supérieur, Premier Cru classé i Deuxième Cru classé.
  - Pels bordeus de Saint-Émilion: Premier Grand Cru classé i Grand Cru classé.
  - Pels vins de Borgonya: Premier Cru i Grand Cru.
  - Pels vins d'Alsàcia: Grand Cru.
  - Pels vins de Xampanya: Grand Cru, Premier Cru i Second Cru.
- La menció d'una varietat. A França un vi varietal ha de provenir al 100% de la varietat indicada.
- Altres:
  - «Vendages manuelles» (verema manual). A algunes regions com la Xampanya i Beaujolais totes les veremes són manuals.
  - «Cuvée non filtrée». En lloc d'usar filtres es fa una clarificació per colament airejant el vi i mantenint les aromes.
  - «Vieilli en fût (de chêne)»: envellit en bóta (de roure).
  - «Cuvée spéciale»: és el vi d'alta gamma d'un productor, però és una menció publicitària no reglamentada.

## Etiqueta de vi italià

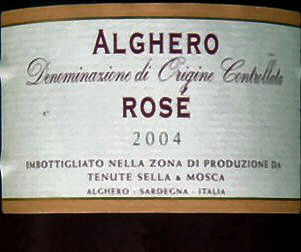
Un vi de l'Alguer rosat

Les diferents categories reglamentadas són:
- Vino de tavola (vi de taula)
- Indicazione geografica tipica, IGT, equivalent a vi de la terra.
- Denominazione di Origine Controllata, (DOC).
- Denominazione di Origine Controllata e Garantita (DOCG).

Altres mencions: riserva o vecchio és un vi d'envelliment superior a la mitjana, superiore és un vi més alcohòlic, classico és la zona històrica de la denominació, novello és un vi novell, secco és un vi sec, abbocato és lleugerament dolç, amabile és dolç, liquoroso és un vi de licor, frizzante és un vi d'agulla i spumante és un vi escumós.